# Lawrence Huntington
Lawrence Huntington (Londres, 9 de març de 1900 – 1968) va ser un director de cinema, guionista i productor britànic. Va dirigir més de t renta pel·lícules des que el 1930 va dirigir After Many Years. Posteriorment va treballar a televisió abans de la seva mort el 1968.

## Filmografia parcial
- After Many Years (1930)
- Romance in Rhythm (1934)
- Cafe Mascot (1936)
- The Bank Messenger Mystery (1936)
- Two on a Doorstep (1936)
- Strange Cargo (1936)
- Full Speed Ahead (1936)
- Passenger to London (1937)
- Twin Faces (1937)
- Dial 999 (1938)
- This Man Is Dangerous (1941)
- Tower of Terror (1941)
- Suspected Person (1942)
- Women Aren't Angels (1943)
- Warn That Man (1943)
- Night Boat to Dublin (1946)
- Wanted for Murder (1946)
- When the Bough Breaks (1947)
- The Upturned Glass (1947)
- Mr. Perrin and Mr. Traill (1948)
- Man on the Run (1949)
- The Franchise Affair (1951)
- Deadly Nightshade (1953)
- There Was a Young Lady (1953)
- Contraband Spain (1956)
- The Fur Collar (1962)
- Death Drums Along the River (1963)
- The Vulture (1967)